# Christian Schiørring
Christian Schiørring (Århus, 10 februari 1837 – Kopenhagen, 20 december 1893) was een Deens violist.

## Achtergrond
Christen Christian Frederik Schiørring was de zoon van musicus Christian Christiansen Schiørring (1806-1877) en Dorothea Cathrine Jensdatter Ustrup (1801-1874). Hij huwde in 1862 met Amalie Johanne Erichsen (1838-1869). Vijf jaar na het overlijden van zijn eerste vrouw huwde hij met de Duitse Emma Maria Scholefield (1851-1929) Hijzelf is de vader van Johannes Schiørring (ook violist) en Henry Schiørring (kantonrechter, 6 maart 1876-30 november 1933) en grootvader van Nils Schiørring (musicoloog). In 1869 werd hij benoemd in de Orde van de Dannebrog.

## Muziek
Zijn eerste muzieklessen kreeg hij van zijn vader. Vervolgens mocht hij in Kopenhagen in de leer bij Hans Henrik Koch van Det Kongelige Kapel. In 1858 mocht Schiorring zelf aanschuiven in dat orkest en verving daarbij Fritz Schram. Met medeorkestleden Valdemar Tofte, Vilhelm Holm en Franz Neruda in een strijkkwartet; Schiorring vond het daarbij niet belangrijk genoeg om eerst viool te spelen. Hij musiceerde samen met Neruda ook met koningin Louise van Hessen-Kassel. Hij werd daarom in 1869 benoemd als koninklijk kamermuzikant. Naast uitvoerend muzikant gaf hij voorts vioolles. Opvallend daarin was, dat hij les gaf aan een aantal blindeninstituten in Europa, waarbij hij staatssteun ontving. Van hem is een aantal composities bekend voor de viool, meer voor de oefening van het vioolspelen, dan voor de concertzaal.

### Werken
- Nocturne
- Jagtstykke
- Tre miniaturbilleder
  - zonder titel
  - Scherzo
  - Romance
- Sex nordiske melodier
  - Jeg gik mig ud en sommerdag
  - Om dagen vid mitt arbere
  - Springdands
  - Stambogsblad naar Edvard Grieg
  - En sommernat naar Peter Heise
  - Ved havet naar Halfdan Kjerulf
- Carnaval de Venise
- 25 Danske melodier
- Svenske, Norske og Finske melodier